# Medaille für Soldaten aus Bessarabien und der Bukowina

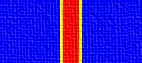
Bandschnalle der Medaille

Die Medaille für Soldaten aus Bessarabien und der Bukowina (rumänisch Pro Basarabia și Bucovina) wurde am 27. Oktober 1943 durch König Mihai I. von Rumänien als Friedensauszeichnung per Gesetzdekret gestiftet.

## Stiftungsinhalte
Die Eingangsworte der Stiftung lauteten:

„Michael I., von Gottes Gnaden und dem Willen des Volkes König von Rumänien, Allen Gegenwärtigen und Zukünftigen Unsern Gruß. Auf Vorschlag des Staatsführers Marschall Ion Antonescu, unter Nr. 357 068 von 1943, auf Grund der Bestimmungen der Gesetz-Dekrete Nr. 3052 vom 5. September und Nr. 3072 vom 7. September, haben wird verordnet und verordnen:“

### Verleihungsvoraussetzungen
Die Medaille wurde auf Lebenszeit all jenen Soldaten verliehen, die aus Bessarabien und der Bukowina kamen und welche bei der vorübergehenden Abtretung dieser beiden Gebiete an die Sowjetunion aus freiem Antrieb in Rumänien geblieben sind. Das Recht zum Tragen dieser Auszeichnung oblag nur den Beliehenen persönlich und war nicht (z. B. auf Familienangehörige) übertragbar. Die Feststellung dieses (Trage)rechts erfolgte seitens des großen Generalstabes, welcher entsprechende Listen dem Landesverteidigungsministerium / Personaldirektion zuspielte, aus dessen Wortlaut sich erfüllten Verleihungsvoraussetzungen ergaben. Die dazu erforderlichen Ausführungsdekrete oblagen dem Staatssekretär des Landesverteidigungsministeriums.

## Aussehen
Die aus Tombak gefertigte Medaille mit einem Durchmesser von 32 mm und einer Dicke von 2 mm hängt an einem runden Ring von 10 mm Durchmesser, durch dessen Öffnung das Ordensband gezogen wird. Das Ordensband selber mit einer Breite von ca. 38 mm ist gewässert und in den Nationalfarben Rumäniens gehalten. Sein beidseitiger Saum in blau ist 16 mm breit und wird anschließend, ebenfalls beidseitig, von einem 1 mm gelben Streifen angeschlossen. Die verbleibende Mitte von 4 mm wurde rot gefüllt.
Das Avers zeigt rechts der Medaillenhälfte eine rumänische Frau mit Zöpfen, die in ihrer ausgestreckten rechten Hand sowie des Zeigefingers auf das Symbol der Gerechtigkeit zeigt. Dieses ist durch eine strahlende Sonne dargestellt, über der ein senkrecht stehendes Schwert gelegt ist. Über dem Schwert ist die Darstellung einer kleinen Silhouette vom Heck eines Flugzeuges erkennbar. Zusammen mit dem Schwert bilden sie ein stilisiertes christliches Kreuz. Daneben befindet sich die Jahreszahl: 1941, das Jahr der Heimkehr beider Gebiete. Unter der Frau, am unteren rechten Medaillenrand sind zwei rumänische Soldaten erkennbar. Einer steht dabei für Bessarabien und der andere für Bukowina. Beide halten in ihrer rechten Hand ein Gewehr mit aufgesetztem Bajonett. Die durch die dargestellten Symbole unterbrochene Umschrift der Medaille lautet: aPATRIA RECUNOSCÁTOARE (DANK DES VATERLANDES).
Das Revers der Medaille zeigt mittig zwei erhaben geprägte in Ketten liegende rumänische Frauen, das Symbol der Versklavung. Hinter den beiden sind, ebenfalls erhaben geprägt, die kartografischen Umrisse von Bessarabien und der Bukowina mit ihren jeweiligen Schriftzug zu sehen. Rechts daneben das Jahr der Versklavung 1940

## Aushändigungsprozedere
Die Medaille selber wurde kostenfrei vom Landesverteidigungsministerium / Personaldirektion gleichzeitig mit der Besitzurkunde dem Beliehenen übersandt, wobei die Besitzurkunden vom Landesverteidigungsministerium ausgestellt und vom Personaldirektor unterzeichnet worden sind. Im Übrigen gab es keine beglaubigten Kopien des Besitzzeugnisses ausgehändigt. Die mit der Verleihung vergebene Ordnungsnummer wurde in einem Register der Träger abgelegt.

## Widerruf und Entzug der Medaille
Das Recht zum Tragen der Medaille konnte auch widerrufen bzw. entzogen werden und zwar für den Fall, in dem der Träger die rumänische Staatsangehörigkeit verlor und aufgrund einer Verurteilung (Strafe) wegen ehrlosen Verhaltens.

## Trageweise
Getragen wurde die Medaille als Friedensauszeichnung hinter allen rumänischen Kriegsauszeichnungen an der linken Brustseite oder als Bandschnalle.